# Collina di Monserrato
La collina di Monserrato è un rilievo collinoso ubicato nel comune italiano di Borgo San Dalmazzo, in provincia di Cuneo. 

## Storia
Nel 1153 la collina venne sfruttata a scopi militari, edificandovi una fortezza che controllava il territorio circostante, allora strategicamente importante poiché l'antica città di Pedona era un passaggio obbligato per il transito di merci, persone, eserciti; la vicinanza ad altre fortezze, come quelle di Vignolo e Roccavione, ne aumentavano l'importanza. Fu a Monserrato che avvenne l'incontro tra Federico Barbarossa e Raimondo Berengario; quest'ultimo morirà proprio a Borgo San Dalmazzo. La fortezza nel corso della sua storia verrà più volte demolita e ricostruita, fino al crollo definitivo poco dopo la Rivoluzione francese. Dell'avamposto militare sono sopravvissuti una torre di guardia e un edificio chiamato "chiesaccia". Collegata alla fortezza vi era la Torre Civica, caduta in rovina nel corso del tempo, ma sottoposta a restauri nel XX secolo.
A dominare la collina è rimasto il Santuario della Madonna di Monserrato, con annessa Via Crucis, composta da una serie di edicole votive (cosiddetti "piloni") con le stazioni della Passione di Gesù raffigurate a rilievo. La porzione di collina dove sorgeva l'antica fortezza è stata adibita a parco, intitolato all'ingegnere Sebastiano Grandis, che visse a Borgo per anni in una casa alla base della collina stessa. La collina è altresì un privilegiato punto panoramico sulla conurbazione di Borgo San Dalmazzo.